# Miler Bolaños
Miler Alejandro Bolaños Reasco (Esmeraldas, 1 juni 1990) is een Ecuadoraans voetballer die doorgaans speelt als spits. In februari 2024 verruilde hij Emelec voor Guayaquil City. Bolaños maakte in 2015 zijn debuut in het Ecuadoraans voetbalelftal.

## Clubcarrière
Bolaños speelde in de jeugd van Barcelona SC en bij die club brak hij in 2006 door. Gedurende twee jaar kwam hij uit voor die club, voordat hij de overstap maakte naar LDU Quito, waarmee hij in 2010 landskampioen werd en drie internationale prijzen won. Op 11 januari 2012 versterkte hij Chivas USA. Na anderhalf jaar in de Verenigde Staten, werd Bolaños aangetrokken door Emelec, waarmee hij twee seizoenen op rij kampioen werd. Na tweeënhalf jaar verliet de Ecuadoraan deze club waarna hij verkaste naar Grêmio. Deze Braziliaanse club verhuurde hem in september 2017 voor één seizoen aan Tijuana. Na deze verhuurperiode nam de Mexicaanse club hem definitief over. In september 2020 nam Shanghai Shenhua de aanvaller over voor circa drie miljoen euro. Chongqing Liangjiang huurde hem in maart 2021 tot het einde van het kalenderjaar. In januari 2023 keerde Bolaños terug bij Emelec. Een ruim jaar later nam Guayaquil City hem over.

## Clubstatistieken
| Seizoen | Club                   | Competitie       | Competitie | Competitie | Beker | Beker | Internationaal | Internationaal | Totaal | Totaal |
| Seizoen | Club                   | Competitie       | Wed.       | Dlp.       | Wed.  | Dlp.  | Wed.           | Dlp.           | Wed.   | Dlp.   |
| ------- | ---------------------- | ---------------- | ---------- | ---------- | ----- | ----- | -------------- | -------------- | ------ | ------ |
| 2006    | Barcelona SC           | Serie A          | 7          | 0          | —     | —     | —              | —              | 7      | 0      |
| 2007    | Barcelona SC           | Serie A          | 15         | 3          | —     | —     | —              | —              | 15     | 3      |
| 2008    | Barcelona SC           | Serie A          | 15         | 1          | —     | —     | —              | —              | 15     | 1      |
| 2009    | LDU Quito              | Serie A          | 35         | 6          | —     | —     | 7              | 1              | 42     | 7      |
| 2010    | LDU Quito              | Serie A          | 24         | 9          | —     | —     | 7              | 1              | 31     | 10     |
| 2011    | LDU Quito              | Serie A          | 21         | 3          | —     | —     | 9              | 1              | 30     | 4      |
| 2012    | Chivas USA             | MLS              | 24         | 3          | 1     | 0     | —              | —              | 25     | 3      |
| 2013    | Chivas USA             | MLS              | 5          | 0          | 1     | 0     | —              | —              | 6      | 0      |
| 2013    | Emelec                 | Serie A          | 5          | 0          | —     | —     | 3              | 1              | 8      | 1      |
| 2014    | Emelec                 | Serie A          | 36         | 19         | —     | —     | 12             | 5              | 48     | 24     |
| 2015    | Emelec                 | Serie A          | 34         | 25         | —     | —     | 14             | 11             | 48     | 36     |
| 2016    | Grêmio                 | Série A          | 22         | 4          | 3     | 2     | 3              | 1              | 28     | 7      |
| 2017    | Grêmio                 | Série A          | 15         | 7          | 0     | 0     | 3              | 1              | 18     | 8      |
| 2017/18 | → Tijuana              | Primera División | 28         | 9          | 1     | 0     | 4              | 0              | 33     | 9      |
| 2018/19 | Tijuana                | Primera División | 32         | 9          | 9     | 1     | 1              | 0              | 42     | 10     |
| 2019/20 | Tijuana                | Primera División | 26         | 1          | 7     | 1     | —              | —              | 33     | 2      |
| 2020/21 | Tijuana                | Primera División | 4          | 1          | 0     | 0     | —              | —              | 4      | 1      |
| 2020    | Shanghai Shenhua       | Super League     | 4          | 3          | 0     | 0     | —              | —              | 4      | 3      |
| 2021    | → Chongqing Liangjiang | Super League     | 12         | 2          | 0     | 0     | —              | —              | 12     | 2      |
| 2022    | Shanghai Shenhua       | Super League     | 7          | 0          | 0     | 0     | —              | —              | 7      | 0      |
| 2023    | Emelec                 | Serie A          | 15         | 8          | 0     | 0     | 6              | 3              | 21     | 11     |
| 2024    | Guayaquil City         | Serie B          | 31         | 10         | 4     | 0     | —              | —              | 35     | 10     |
| Totaal  | Totaal                 | Totaal           | 421        | 123        | 26    | 4     | 69             | 25             | 502    | 152    |

Bijgewerkt op 17 januari 2025.

## Interlandcarrière
Op 28 maart 2015 mocht Bolaños zijn debuut maken in het Ecuadoraans voetbalelftal, toen met 1–0 verloren werd van Mexico door een doelpunt van Javier Hernández. De aanvaller begon in de basis en speelde het gehele duel mee. In de drieënzeventigste minuut miste hij een strafschop. Op 1 april 2015 maakte Bolaños zijn eerste doelpunt voor de nationale ploeg. Hij tekende op aangeven van Walter Ayoví voor de gelijkmaker tegen Argentinië, van wie uiteindelijk met 2–1 verloren werd.
Op 1 juni 2015 werd Bolaños door bondscoach Gustavo Quinteros opgeroepen voor de Copa América. Op dit toernooi scoorde hij in het tweede groepsduel, tegen Bolivia. In de laatste groepswedstrijd tegen Mexico (1–2 winst) maakte Bolaños het openingsdoelpunt na vijfentwintig minuten speeltijd. Een halfuur later gaf hij een assist op Enner Valencia, die Ecuador naar een 0–2 voorsprong schoot. Na afloop van de wedstrijd werd Bolaños door zijn doelpunt en assist uitgeroepen tot man van de wedstrijd.
| Interlands van Miler Bolaños voor Ecuador | Interlands van Miler Bolaños voor Ecuador | Interlands van Miler Bolaños voor Ecuador | Interlands van Miler Bolaños voor Ecuador | Interlands van Miler Bolaños voor Ecuador | Interlands van Miler Bolaños voor Ecuador |
| №                                         | Datum                                     | Wedstrijd                                 | Uitslag                                   | Competitie                                | Goals                                     |
| Als speler bij Emelec                     | Als speler bij Emelec                     | Als speler bij Emelec                     | Als speler bij Emelec                     | Als speler bij Emelec                     | Als speler bij Emelec                     |
| ----------------------------------------- | ----------------------------------------- | ----------------------------------------- | ----------------------------------------- | ----------------------------------------- | ----------------------------------------- |
| 1                                         | 29 maart 2015                             | Mexico – Ecuador                          | 1 – 0                                     | Vriendschappelijk                         |                                           |
| 2                                         | 1 april 2015                              | Argentinië – Ecuador                      | 2 – 1                                     | Vriendschappelijk                         | 24'                                       |
| 3                                         | 4 juni 2015                               | Panama – Ecuador                          | 1 – 1                                     | Vriendschappelijk                         |                                           |
| 4                                         | 6 juni 2015                               | Ecuador – Panama                          | 4 – 0                                     | Vriendschappelijk                         | 27'                                       |
| 5                                         | 12 juni 2015                              | Chili – Ecuador                           | 2 – 0                                     | Copa América 2015                         |                                           |
| 6                                         | 15 juni 2015                              | Ecuador – Bolivia                         | 2 – 3                                     | Copa América 2015                         | 81'                                       |
| 7                                         | 19 juni 2015                              | Mexico – Ecuador                          | 1 – 2                                     | Copa América 2015                         | 25'                                       |
| 8                                         | 8 september 2015                          | Ecuador – Honduras                        | 2 – 0                                     | Vriendschappelijk                         | 35'                                       |
| 9                                         | 8 oktober 2015                            | Argentinië – Ecuador                      | 0 – 2                                     | WK 2018 kwalificatie                      |                                           |
| 10                                        | 13 oktober 2015                           | Ecuador – Bolivia                         | 2 – 0                                     | WK 2018 kwalificatie                      | 81'                                       |
| 11                                        | 12 november 2015                          | Ecuador – Uruguay                         | 2 – 1                                     | WK 2018 kwalificatie                      |                                           |
| 12                                        | 17 november 2015                          | Venezuela – Ecuador                       | 1 – 3                                     | WK 2018 kwalificatie                      |                                           |
| Als speler bij Grêmio                     |                                           |                                           |                                           |                                           |                                           |
| 13                                        | 25 mei 2016                               | Verenigde Staten – Ecuador                | 1 – 0                                     | Vriendschappelijk                         |                                           |
| 14                                        | 4 juni 2016                               | Brazilië – Ecuador                        | 0 – 0                                     | Copa América 2016                         |                                           |
| 15                                        | 8 juni 2016                               | Ecuador – Peru                            | 2 – 2                                     | Copa América 2016                         | 48'                                       |
| 16                                        | 1 september 2016                          | Ecuador – Brazilië                        | 0 – 3                                     | WK 2018 kwalificatie                      |                                           |
| 17                                        | 6 september 2016                          | Peru – Ecuador                            | 2 – 1                                     | WK 2018 kwalificatie                      |                                           |
| 18                                        | 10 oktober 2016                           | Uruguay – Ecuador                         | 2 – 1                                     | WK 2018 kwalificatie                      |                                           |
| Als speler bij Tijuana                    |                                           |                                           |                                           |                                           |                                           |
| 19                                        | 15 november 2016                          | Ecuador – Venezuela                       | 3 – 0                                     | WK 2018 kwalificatie                      | 83'                                       |
| 20                                        | 23 maart 2017                             | Paraguay – Ecuador                        | 2 – 1                                     | WK 2018 kwalificatie                      |                                           |
| 21                                        | 7 september 2018                          | Jamaica – Ecuador                         | 0 – 2                                     | Vriendschappelijk                         |                                           |
| 22                                        | 11 september 2018                         | Ecuador – Guatemala                       | 2 – 0                                     | Vriendschappelijk                         |                                           |
| 23                                        | 12 oktober 2018                           | Qatar – Ecuador                           | 4 – 3                                     | Vriendschappelijk                         |                                           |
| 24                                        | 16 oktober 2018                           | Oman – Ecuador                            | 0 – 0                                     | Vriendschappelijk                         |                                           |
| 25                                        | 20 november 2018                          | Panama – Ecuador                          | 1 – 2                                     | Vriendschappelijk                         |                                           |

Bijgewerkt op 17 januari 2025.

## Erelijst
| Competitie             |           |                  |           |           |
| Competitie             | Aantal    | Jaren            |           |           |
| LDU Quito              | LDU Quito | LDU Quito        | LDU Quito | LDU Quito |
| ---------------------- | --------- | ---------------- | --------- | --------- |
| Campeonato Ecuatoriano | 1         | 2010             |           |           |
| Copa Sudamericana      | 1         | 2009             |           |           |
| Recopa Sudamericana    | 2         | 2009, 2010       |           |           |
| Emelec                 |           |                  |           |           |
| Campeonato Ecuatoriano | 3         | 2013, 2014, 2015 |           |           |
| Grêmio                 |           |                  |           |           |
| Copa do Brasil         | 1         | 2016             |           |           |